# Kyōhō
Kyōhō (享保?), también pronunciado Kyōho, era un nombre de la era japonesa (年号 nengō?, "nombre del año") después de Shōtoku y antes de Genbun. Este período abarcó los años desde julio de 1716 hasta abril de 1736. Los emperadores reinantes fueron Nakamikado-tennō (中御門天皇?) y Sakuramachi-tennō (桜町天皇?).

## Cambio de era
- 1716 Kyōhō gannen (享保元年?): El nombre de la era de Kyōhō (que significa "Experimentar y apoyar") se creó en respuesta a la muerte de Tokugawa Ietsugu. La era anterior terminó y la nueva comenzó en Shōtoku 6, el día 22 del sexto mes.

## Eventos de la eraKyōhō
- 1717 (Kyōhō 2): El Shōgun Yoshimune dirige y supervisa las reformas de Kyōhō.[3]
- 1718 (Kyōhō 3): El bakufu reparó la mausolea imperial.[4]
- 1718 (Kyōhō 3, 8vo mes): El bakufu estableció una caja de petición (目安箱 meyasubako?) en la oficina del machi-bugyō en Heian-kyō.[4]
- 1720 (Kyōhō 5, 6to mes): el 26º Sumo Sacerdote de Nichiren Shōshū, Nichikan Shōnin, considerado un gran reformador de la secta, inscribió el Gohonzon que la organización budista laica SGI utiliza para otorgar a sus miembros, después del Nichiren Shōshū El sacerdocio, bajo el liderazgo del 67.º Sumo Sacerdote Nikken, se negó a hacerlo.
- 1721 (Kyōhō 6): la población de Edo de 1,1 millones es la ciudad más grande del mundo.[5]
- 1730 (Kyōhō 15): el shogunato Tokugawa reconoce oficialmente el mercado de arroz Dojima en Osaka; y los supervisores de bakufu (nengyoji) son designados para monitorear el mercado y recaudar impuestos.[6] Las transacciones relacionadas con los intercambios de arroz se convirtieron en intercambios de valores, utilizados principalmente para transacciones en valores públicos.[7] El desarrollo de una producción agrícola mejorada hizo que el precio del arroz cayera a mediados de Kyohō.[8]
- 3 de agosto de 1730 (Kyōhō 15, día 20 del sexto mes): se produjo un incendio en Muromachi y se quemaron 3 790 casas. Más de 30 000 telares en Nishi-jin fueron destruidos. El bakufu distribuía arroz.[9]
- 1732 (Kyōhō 17): La hambruna de Kyōhō fue la consecuencia después de que enjambres de langostas devastaran los cultivos en las comunidades agrícolas alrededor del mar interior.[10]
- 1733 (Kyōhō 18): El ginseng cultivado en Japón comienza a estar disponible en los mercados de alimentos japoneses.[11]
- 1735 (Kyōhō 20): Las batatas se introdujeron en la dieta japonesa.[11]